# 普卢古默朗
普卢古默朗（法語：Plougoumelen）是法国莫尔比昂省的一个市镇，位于该省南部，原属于洛里昂区，自2017年起改属瓦讷区。该市镇总面积21.3平方公里，2009年时的人口为2378人。

## 人口
普卢古默朗人口变化图示